# من تو او او
من تو او او (انگلیسی: "I You He She") فیلمی در ژانر درام به کارگردانی شانتال آکرمن است که در سال ۱۹۷۴ منتشر شد. از بازیگران آن می‌توان به شانتال آکرمن و نیلز آرستراپ اشاره کرد.